# Leopoldo Toniolo
Leopoldo Toniolo (Schio, luglio 1833 – Padova, 4 dicembre 1908) è stato un pittore italiano.

## Biografia
Nato a Schio, nel vicentino, tramite un sussidio del Comune di Padova dal 1855 si iscrive alla Scuola di figura dell'Accademia di Belle Arti di Venezia, dove è compagno di corso di Federico Zandomeneghi, Napoleone Nani e Tomaso Da Rin.
Nel 1858 viene insignito del Premio Selvatico per l'imitazione di un gruppo di statue e bassorilievi. Nel 1864 esordisce all'Esposizione di Venezia con Venditrice di castagne e Portatrice d'acqua in Venezia, mentre l'anno successivo il suo Ritratto di Dante Alighieri viene indicato come primo premio della lotteria per l'erezione a Padova delle statue di Giotto e di Dante di Vincenzo Vela nella Loggia Amulea;
Nel 1881 partecipa all'Esposizione Nazionale di Belle Arti di Milano con Riposo dell'odalisca e l'apprezzato El me ama, esposto anche a Torino l'anno precedente con Un antiquario. Nel 1887 espone a Venezia In attesa della solita partita e Un ritratto. Nel 1891 è presente alla Prima esposizione triennale di Milano con Mamma verzime e In attesa della solita partita, come nel 1894 con In attesa.

## Stile
Pittore di genere, Toniolo si focalizza principalmente su ritratti commissionati della borghesia veneta e, in parte, su soggetti orientalisti come molti artisti dell’ottocento italiano (Notte araba, il riposo dell'Odalisca).

## Opere principali
- Ritratto di Vittorio Emanuele II di Savoia (1865), olio su tela, Orto botanico di Padova[7];
- Ritratto di Francesco Petrarca (non datata), olio su tela, collezione privata;
- Ritratto di Dante Alighieri (1865), olio su tela, collezione privata;
- Ritratto di re Vittorio Emanuele III (1878), olio su tela, Palazzo del Bo, Padova[8];
- Notte araba, il riposo dell'Odalisca (1879), olio su tela, collezione privata;
- Ritratto del piccolo Malmignati Leoni con album di fotografie (1879), olio su tela, Musei Civici agli Eremitani, Padova;
- Ritratto di Alberto Cavalletto (1884), matita su carta, Musei Civici agli Eremitani, Padova;
- Ritratto del giovane Malmignati Leoni seduto che sfoglia un libro (1890), olio su tela, Musei Civici agli Eremitani, Padova;
- Ritratto femminile con lettera (1890), olio su tela, collezione privata;
- Giovane popolana con legna e cesta di verdura (1894), olio su tela, collezione privata;